# Žerjavin
Žerjavin este o localitate din comuna Šentjernej, Slovenia, cu o populație de 11 locuitori.